# Miss Italia nel mondo 2000
La decima edizione di Miss Italia nel mondo si è svolta presso le Terme Berzieri di Salsomaggiore Terme il 2 settembre 2000 ed è stata condotta da Carlo Conti. Vincitrice del concorso è risultata essere la venezuelana Barbara Clara.

## Piazzamenti
| Risultato finale           | Concorrente                      |
| -------------------------- | -------------------------------- |
| Miss Italia nel mondo 2000 | - Venezuela - Barbara Clara      |
| 2ª classificata            | - Liechtenstein - Monica Cortese |

## Concorrenti[1]
01 Venezuela - Caracas - Sabrina Cadetto
02 Colombia - Monica Lena Del Vecchio
03 Germania - Giusi Cicchetti
04 San Marino - Maria Elisa Canti
05 Liechtenstein - Monica Cortese
06 Liechtenstein - Ursula Cortese
07 Canada - Québec - Sabrina Pia Frate
08 Sudafrica - Johannesburg - Gabriella Lucia Cirillo
09 Algeria - Sofia Spelli
10 Belgio - Namur - Sabrina Pellegrino
11 Brasile - San Paolo - Camila Mendoca Arioli
12 Romania - Mihaela Dutescu
13 Australia - Melbourne - Michelle Munk
14 Malta - La Valletta - Melania Cremona
15 Argentina - Lorena Cucurullo
16 Stati Uniti d'America - Long Island - Annalisa Galeotafiore
17 Macedonia - Biliana Petkoska
18 Marocco - Tamara Tufani
19 Francia - Metz - Alva Grillo
20 Brasile - Rio Grande do Sul - Andressa Ganzer
21 Belgio - Bruxelles - Rossella Pignato
22 Malta - Musta - Amanda Louise Vella
23 Slovenia - Valentina Lacovich
24 Principato di Monaco - Tania Cuturi
25 Paraguay - Maria Del Carmen Woitas
26 Perù - Irene Belenguer
27 Uruguay - Punta del Este - Natalia Bremermann
28 Stati Uniti d'America - Staten Island - Rose Ellen Tanzi
29 Svizzera - Zurigo - Tania Abbruzzo
30 Brasile - Rio de Janeiro - Loneia Carla Bettoni
31 Etiopia - Liliana Mele
32 Venezuela - Barquisimeto - Barbara Clara
33 Sudafrica - Città del Capo - Manuela Incendiario
34 Canada - Ontario - Lucia Mariani
35 Australia - Sydney - Cinzia Ragusi
36 Turchia - Selma Cuzzavaglio
37 Francia - Alsazia - Giuseppina Strati
38 Svizzera - Friburgo - Tiziana Troiano
39 Uruguay - Montevideo - Giovanna Piazza Diaz
40 Paesi Bassi - Stefania Costantini